# Kastahn
Kastahn ist ein Ortsteil der Gemeinde Upahl im Landkreis Nordwestmecklenburg in Mecklenburg-Vorpommern.

## Geografie und Verkehrsanbindung
Kastahn liegt westlich des Kernortes Upahl an der Stepenitz, einem rechten Nebenfluss der Trave. Die A 20 verläuft nördlich und die Landesstraße L 03 östlich des Ortes.

## Sehenswürdigkeiten
In der Liste der Baudenkmale in Upahl sind für Kastahn zwei Baudenkmale aufgeführt:
- Dorfanlage (Am Forellenbach 9; ID 1425)
- Transformatorenhaus (ID 1426)